# Luftschutzstollen an der Gaishalde

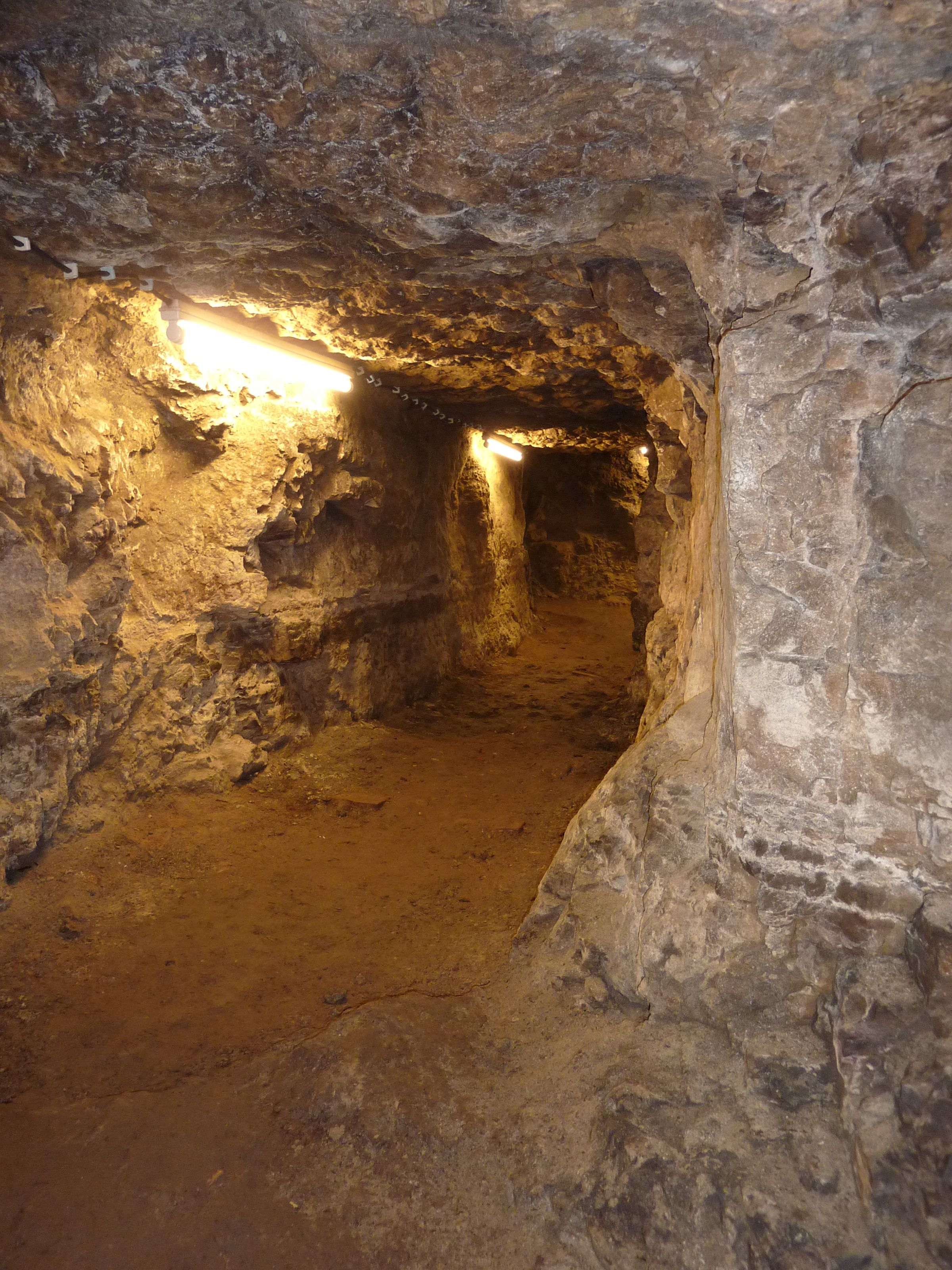
Ein Gang im Luftschutzstollen

Der Luftschutzstollen an der Gaishalde ist ein ehemaliger Luftschutzstollen unterhalb der Laurentiuskirche in Bietigheim-Bissingen.

## Bau
Die Gemeinden Bietigheim und Bissingen liegen etwa 19 km nördlich von Stuttgart und wurden von Rüstungsbetrieben wie Daimler-Benz und Bosch als Verlagerungsstandorte genutzt. So dienten etwa die Kammgarnspinnerei und die DLW-Hallen als Produktionsstätten. Im Fortgang des Krieges wurden außerdem zahlreiche ausgebombte Personen aus dem Ruhrgebiet, dem Rheinland und auch aus Stuttgart selbst in Bietigheim und Bissingen einquartiert. Vor dem Krieg hatten die beiden Gemeinden insgesamt etwa 12.000 Einwohner besessen.
Ab dem Jahr 1942 wurden auch der Enzviadukt und der Bahnhof regelmäßig bombardiert.
Aus diesen Gründen reichte die Kapazität der in den 1930er Jahren luftschutzmäßig ausgerüsteten Keller, die in dieser Gegend meist direkt in den Fels gehauen waren, nicht mehr aus. Im April 1944 begann man auf Initiative des Bietigheimer Bürgermeisters Gotthilf Holzwarth und der Firmen Daimler-Benz, Bessey und DLW mit dem Bau mehrerer Luftschutzstollen; in Bissingen trieben der dortige Bürgermeister Silcher, die Maschinenfabrik Grotz und mehrere Privatpersonen die Arbeiten voran. Mit Reichsmitteln unterstützt wurden die Arbeiten nach der Aufnahme in das erweiterte Luftschutz-Führer-Programm im Mai 1944.
Der Luftschutzstollen an der Gaishalde war für die Bewohner der Altstadt bis zum Bahndurchlass beim Café Central bestimmt und wurde ab April 1944 in den Muschelkalkfels hinter bzw. unter den Häusern in der Gaishalde getrieben. Diese war damals noch bis unmittelbar an die steilen Felswände bebaut.
Zwölf italienische Zwangsarbeiter aus dem zentralen Durchgangslager Bietigheim mussten mit Presslufthämmern die Stollengänge in den Fels treiben. Die Sprengungen wurden vom Sprengmeister eines Tiefbauunternehmens vorgenommen. Man arbeitete von zwei Zugängen her, einem südlichen in der Bahnhofstraße im Hinterhof des Steinmetzbetriebes Hahn und einem westlichen. Der Abraum wurde, von der NSDAP organisiert, nachts mit Lastkraftwagen des Flughafens Großsachsenheim abgefahren. Die Arbeit ging nur stockend voran, da sich Zerklüftungen im Fels, Materialmangel, unzureichende Geräte und die miserablen Arbeitsbedingungen für die Zwangsarbeiter als hinderlich erwiesen.

## Kriegszeit
Der Stollen, der 243 Sitzplätze und rechnerisch 249 Stehplätze bot, war ab November 1944 einsatzbereit und wurde intensiv genutzt, insbesondere nach dem verheerenden Luftangriff auf Heilbronn im Dezember 1944. In den Anfangszeiten gab es aber Schwierigkeiten mit der Belüftung; viele Benutzer erlitten aus Sauerstoffmangel Ohnmachtsanfälle. Mittels eines Ofenrohres wurde daher eine Belüftungsanlage eingerichtet, außerdem wurde eine Trage im Stollen bereitgestellt, auf der Ohnmächtige hinaustransportiert werden sollten. Elektrisches Licht und sanitäre Anlagen waren nicht vorhanden.
Da der Stollen so intensiv genutzt wurde, konnten die Arbeiten zu seiner Fertigstellung nicht mehr durchgeführt werden. Bohrlöcher in den Wänden sowie die z. T. nicht in der ursprünglich geplanten Höhe vorangetriebenen Gänge zeugen davon. Etwa ab Februar 1945 wurde der Stollen auch nicht mehr nur während der Fliegeralarme benutzt, sondern diente ausgebombten Personen als dauerhaftes Quartier. Im April 1945 bildete die Enz zehn Tage lang die Frontlinie, ehe Bietigheim und Bissingen am 24. April 1945 von französischen Truppen besetzt wurden und die Einwohner die Keller und Stollen verlassen konnten.

## Nachkriegszeit

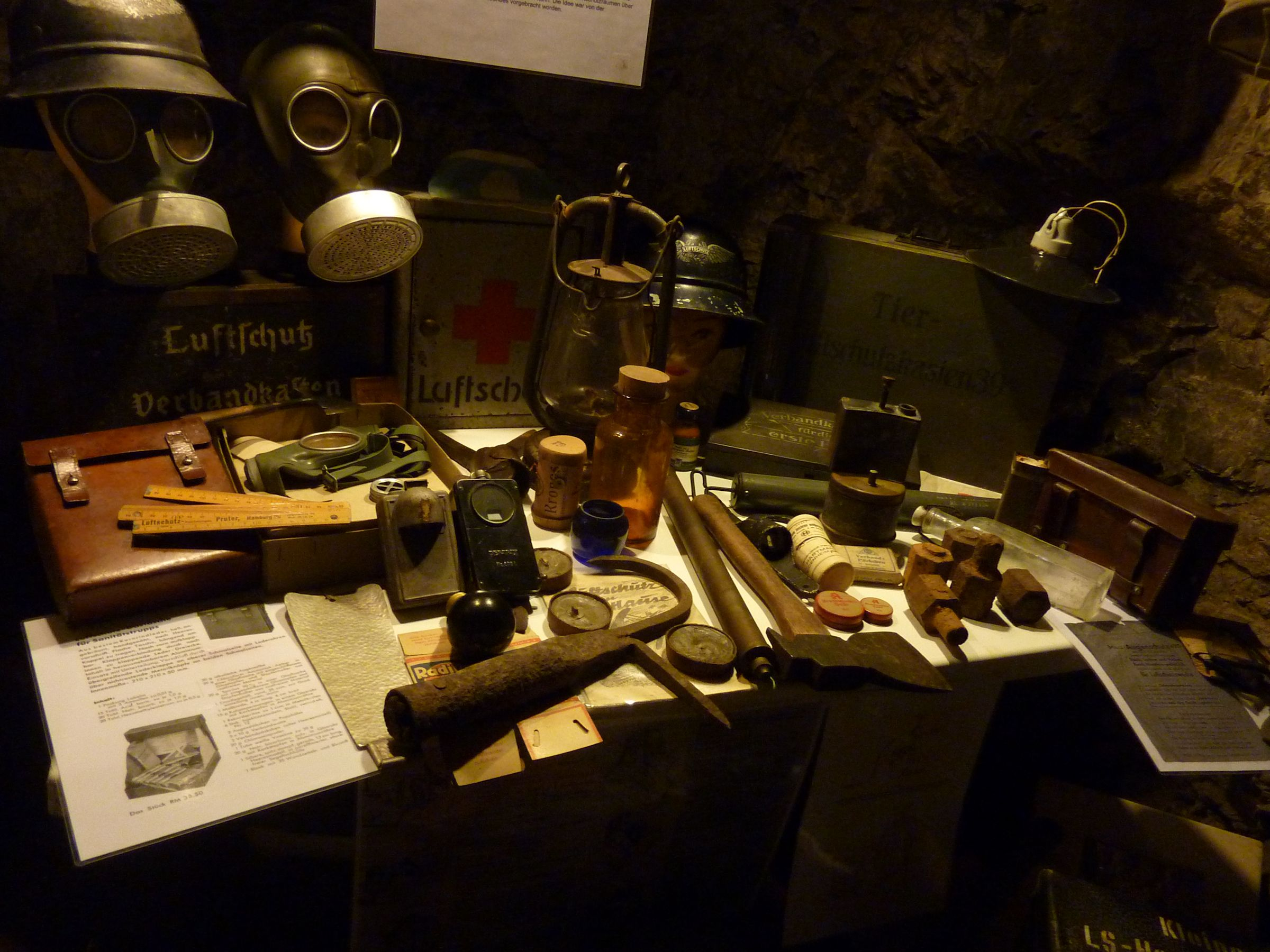
Exponate im Luftschutzstollen

Der Luftschutzstollen an der Gaishalde wurde nach dem Zweiten Weltkrieg als Lagerraum genutzt. Später übernahm der Geschichtsverein der Stadt Bietigheim-Bissingen die Schirmherrschaft und machte die Gänge öffentlich zugänglich; 2009 wurde mit der Forschungsgruppe Untertage e. V. ein Ausstellungs- und Dokumentationskonzept vereinbart. Der Luftschutzstollen an der Gaishalde ist jeweils am ersten Sonntag im April, Juli und September sowie am Tag des offenen Denkmals zu besichtigen. Er ist nur noch über den westlichen Eingang zu begehen; der Südeingang wurde zugemauert. Neben dem Westeingang befindet sich eine Splitterschutzzelle.
Zu dem Stollen wurde eine Broschüre veröffentlicht, deren Autor Norbert Prothmann auch für das Ausstellungskonzept im Gaishalde-Stollen verantwortlich zeichnet. Er hat die Bestände des Stadtarchivs ebenso ausgewertet wie bisherige Veröffentlichungen und die Aussagen von Zeitzeugen.